# Moretti (Familienname)
Moretti ist ein italienischer Familienname.

## Namensträger
- Adelheid Fürntrath-Moretti (* 1958), österreichische Politikerin (ÖVP)
- Alessandra Moretti (* 1973), italienische Politikerin
- Alessandra Moretti (Pharmazeutin) (* 1967), italienische Pharmazeutin
- Alessandro Moretti (Maler), italienischer Maler der Renaissance
- Alessandro Moretti (Glasbläser) (1922–1998), italienischer Glasbläser
- Alessandro Moretti (Drehbuchautor), italienischer Drehbuchautor und Schauspieler
- Alice Moretti (1921–2022), Schweizer Politikerin (FDP)
- Amilcare Moretti, italienischer Motorradrennfahrer
- Andrea Moretti (* 1972), italienischer Rugby-Union-Spieler
- Antonia Moretti (* 1998), österreichische Schauspielerin
- Cesare Moretti senior (1885–nach 1930), italienischer Bahnradsportler
- Cesare Moretti jr. (1914–1985), US-amerikanischer Radsportler
- Cristina Favre-Moretti (* 1963), Schweizer Skibergsteigerin
- Daniele Moretti (* 1971), italienischer Fußballspieler
- Dimitri Moretti (* 1972), Schweizer Politiker (SP)
- Emiliano Moretti (* 1981), italienischer Fußballspieler
- Éric Dupond-Moretti (* 1961), französischer Strafverteidiger und Politiker, Justizminister Frankreichs
- Fabrizio Moretti (* 1980), brasilianischer Schlagzeuger
- Federico Moretti (1769–1839), spanischer Offizier, Komponist und Gitarrist
- Franco Moretti (* 1950), italienischer Literaturwissenschaftler
- Giampiero Moretti (1940–2012), italienischer Rennfahrer und Unternehmer
- Giovanni Moretti (1923–2018), Apostolischer Nuntius in Belgien und Luxemburg
- Giuseppe Moretti (Maler), italienischer Maler
- Giuseppe Moretti (Botaniker) (1782–1853), italienischer Botaniker
- Giuseppe Moretti (Bildhauer) (1857/1859–1935), italienisch-amerikanischer Bildhauer
- Giuseppe Moretti (Archäologe)  (1876–1945), italienischer Klassischer Archäologe
- Giuseppe Moretti (Geistlicher) (* 1938), italienischer Geistlicher
- Hans Moretti (1928–2013), deutscher Zauberkünstler
- Isabella Crettenand-Moretti (* 1963), Schweizer Skibergsteigerin
- Joseph Moretti, († 1793), italienischer Architekt
- Julia Moretti (* 1970), österreichische Oboistin
- Lenz Moretti (* 2000), österreichischer Schauspieler

- Luigi Moretti (Gitarrist) (um 1780–1850), italienischer Gitarrist und Komponist
- Luigi Moretti (Architekt) (1907–1973), italienischer Architekt
- Luigi Moretti (Althistoriker) (1922–1991), italienischer Althistoriker und Epigraphiker
- Luigi Moretti (Politiker) (* 1944), italienischer Politiker, ehemaliger Europaabgeordneter der Lega Nord
- Luigi Moretti (Erzbischof) (* 1949), italienischer Geistlicher, Erzbischof von Salerno-Campagna-Acerno
- Macio Moretti (* 1975), polnischer Jazzmusiker
- Mario Moretti (Ruderer) (1906–1977), italienischer Ruderer
- Mario Moretti (Archäologe) (1912–2002), italienischer Etruskologe
- Mario Moretti (Terrorist) (* 1946), italienischer Terrorist, Mörder Aldo Moros
- Mauro Moretti (* 1953), italienischer Manager, CEO der Leonardo S.p.A.
- Michèle Moretti (* 1940), französische Schauspielerin
- Nadir Moretti (* vor 1958), italienischer Schauspieler
- Nanni Moretti (* 1953), italienischer Filmemacher, Produzent und Schauspieler
- Pasqualino Moretti (* 1947), italienischer Radrennfahrer
- Primo Moretti (1890–1945), italienischer Motorradrennfahrer
- Rémi Prosper Moretti (* 1966), beninischer Behördenleiter
- Riccardo Moretti (* 1985), italienischer Motorradrennfahrer
- Sandro Moretti (* 1931), italienischer Schauspieler
- Tobias Moretti (* 1959), österreichischer Theater- und Filmschauspieler
- Vincenzo Moretti (1815–1881), italienischer Kardinal
- Willie Moretti (Guarino Moretti; 1894–1951), US-amerikanischer Mafioso